# Hugo Campagnaro
Hugo Armando Campagnaro (Córdoba, 27 giugno 1980) è un allenatore di calcio ed ex calciatore argentino, di ruolo difensore.
Con la nazionale argentina è stato vicecampione del mondo nel 2014.

## Biografia
Campagnaro è nato a Córdoba, ma è cresciuto a Coronell Baigorria, piccolo paese a trenta chilometri da Río Cuarto, insieme ai genitori e ai fratelli Rafael e Ana Laura. Nel 2005 ha sposato la compagna Noelia.
Il mattino del 9 giugno 2011 è rimasto coinvolto in un grave incidente automobilistico nei pressi di Córdoba, impattando frontalmente con una vettura che proveniva nel senso opposto, uccidendone sul colpo i due passeggeri e un terzo uomo che era in auto con lui; il calciatore ne esce policontuso. Viene accusato di omicidio colposo aggravato plurimo e costretto a pagare una cauzione di circa 390 000 euro per rimanere in stato di libertà.

## Caratteristiche tecniche
Soprannominato El Toro, è stato un difensore arcigno, dall'ottima reattività, tecnica e visione di gioco, che poteva essere schierato anche come terzino destro. Tendeva solitamente a sganciarsi dalla posizione di centrale portando avanti la manovra dalle retrovie, grazie alla sua buona capacità costruttiva e alla grinta palla al piede di cui era in possesso. Era inoltre dotato di grande senso dell'anticipo e aggressività agonistica, che lo rendevano un giocatore difficile da superare.

## Carriera

### Giocatore

#### Club

##### Gli inizi con il Deportivo Morón e il passaggio al Piacenza
Nasce sportivamente nel Deportivo Morón come attaccante e, grazie alle sue discrete qualità, viene acquistato dal Piacenza che lo porta in Italia nel 2002, e dove viene reinventato esterno, prima di centrocampo, e poi successivamente di difesa. Esordisce in serie A il 22 settembre dello stesso anno, nella gara Piacenza-Udinese finita 2-0. Il 27 aprile 2003 firma il suo primo gol in Serie A e, successivamente nella stessa partita la sua prima doppietta in Serie A in occasione di Piacenza-Perugia terminata 5-1 per la squadra emiliana. Nelle annate successive guadagna progressivamente il posto da titolare al centro della difesa piacentina.

##### Sampdoria
Il 3 luglio 2007 viene acquistato a titolo definitivo dalla Sampdoria, che batte la concorrenza del Genoa, e firma un contratto quadriennale. Il 16 agosto 2007 riesce a esordire nel secondo turno preliminare d'andata di Coppa UEFA contro l'Hajduk Spalato e anche a segnare il suo primo gol con la maglia blucerchiata regalando il successo alla sua squadra. In poco tempo Campagnaro diventa l'idolo dei tifosi blucerchiati.
Dopo un ottimo inizio di stagione in cui veste la maglia titolare della squadra blucerchiata, il 27 gennaio 2008 nella gara di campionato contro l'Atalanta si procura una lesione muscolare al polpaccio destro, che lo costringe a fermarsi per il resto della stagione.
Nella stagione 2008-2009 ritorna in campo contro l'Inter. La settimana dopo però si infortuna al polpaccio destro in una partita amichevole contro il Chiasso ed è costretto a rimanere fermo per due mesi: scende di nuovo in campo il 9 novembre a Napoli ma anche qui si infortuna al polpaccio destro. Ritorna in campo il 27 novembre nell'incontro della fase a gironi di Coppa UEFA contro lo Stoccarda.
Il 14 gennaio si è nuovamente infortunato a Udine sempre al polpaccio destro. È nuovamente rientrato in campo il 26 febbraio nell'incontro dei sedicesimi di finale di Coppa UEFA contro il Metalist Charkiv. Il 3 maggio 2009 segna il suo terzo gol in Serie A e il suo secondo con la Sampdoria, nel Derby di Genova vinto dal Genoa per 3-1. Nel finale di stagione è suo malgrado protagonista della finale di Coppa Italia, poiché si rende protagonista dell'errore dal dischetto che consegna la coppa alla Lazio, nella finale giocata il 13 maggio e conclusasi ai calci di rigore.

##### Napoli
Il 9 luglio 2009 viene acquistato a titolo definitivo dal Napoli, con cui firma un contratto fino al 2013. Alla Sampdoria vanno 5 milioni di euro e la comproprietà di Daniele Mannini. Esordisce in maglia azzurra il successivo 16 agosto nel match di Coppa Italia contro la Salernitana, terminato 3-0 per i partenopei. Segna il primo gol in azzurro nella trasferta contro il Milan del 21 marzo 2010 (1-1), firmando il momentaneo vantaggio partenopeo. Nel corso della stagione, in cui viene schierato anche nell'insolito ruolo di esterno sinistro di centrocampo, offre a più riprese prestazioni di notevole livello. È titolare anche nel campionato successivo, concluso dal Napoli al terzo posto con la conseguente qualificazione diretta in Champions League.
Nella stagione successiva, il 10 settembre 2011, va in gol contro il Cesena al Manuzzi segnando il momentaneo 2-1. La partita finisce poi 3-1 in favore dei partenopei. Quattro giorni dopo esordisce nella massima competizione europea, la UEFA Champions League, partendo dal primo minuto nella partita in trasferta contro il Manchester City, terminata 1-1. Il 20 maggio 2012 vince quello che rimarrà l'unico trofeo della sua carriera, la Coppa Italia, disputando da titolare la vittoriosa finale di Roma contro la Juventus. Il 1º luglio 2013 il giocatore va in scadenza di contratto.

##### Inter

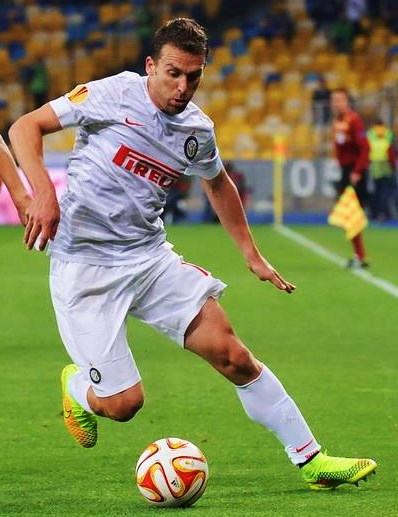
Campagnaro in azione all'Inter nel 2014

Dal 5 luglio 2013 diventa un calciatore dell'Inter, ingaggiato a parametro zero. Debutta con la maglia nerazzurra il 18 agosto seguente nella partita di Coppa Italia Inter-Cittadella (4-0). Il 25 agosto seguente debutta anche in campionato nella partita Inter-Genoa (2-0). All'inizio del mese di ottobre si procura un risentimento muscolare che lo terra lontano dai campi per 1 mese circa. Torna a giocare il 24 novembre 2013 in occasione della trasferta contro il Bologna pareggiata per 1-1.
Per attriti con mister Mazzarri riguardo a un infortunio perde il posto da titolare. Nella sua prima stagione all'Inter gioca 23 partite.
La prima presenza nella nuova stagione la trova il 18 settembre 2014 nella gara vinta in Ucraina per 1-0 contro il Dnipro in Europa League. Con il nuovo allenatore Roberto Mancini viene schierato soprattutto come terzino destro visti gli infortuni dei compagni. Al termine della stagione, in scadenza di contratto, lascia la società nerazzurra.

##### Pescara
Il 30 agosto 2015 viene ingaggiato dal Pescara, militante in Serie B. Durante la prima stagione, per diversi problemi fisici, gioca poche partite, ma è sempre decisivo: con lui in campo, il Pescara subisce una sola sconfitta. È protagonista assoluto nel finale, giocando tutte e quattro le partite dei play-off che riportano i biancazzurri in Serie A.
Anche nel campionato successivo, che segna il ritorno dei delfini nella massima serie dopo quattro anni di assenza, il difensore argentino accusa numerosi problemi che lo tengono lontano dal campo per molti mesi fra l'inverno e la primavera del 2017, in un periodo sfortunato per la squadra abruzzese, segnato dall'avvicendamento in panchina fra Massimo Oddo e Zdeněk Zeman, il quale nulla può per evitare la retrocessione dei biancazzurri in Serie B.
Nelle due estati seguenti rimane inizialmente svincolato, salvo poi accordarsi nuovamente con la squadra adriatica. Il 18 febbraio 2019 trova la sua terza rete in maglia pescarese, nella partita vinta per 0-2 sul campo del Crotone, con un rocambolesco gol di tacco. Il 23 aprile 2020 annuncia il suo prossimo ritiro dal calcio giocato al termine della stagione, conclusa con la salvezza ai play-out. In cinque anni al Pescara gioca relativamente pochi incontri a causa dei tanti guai fisici, ma ciò non gli impedisce di affermarsi tra i leader della squadra abruzzese.

#### Nazionale

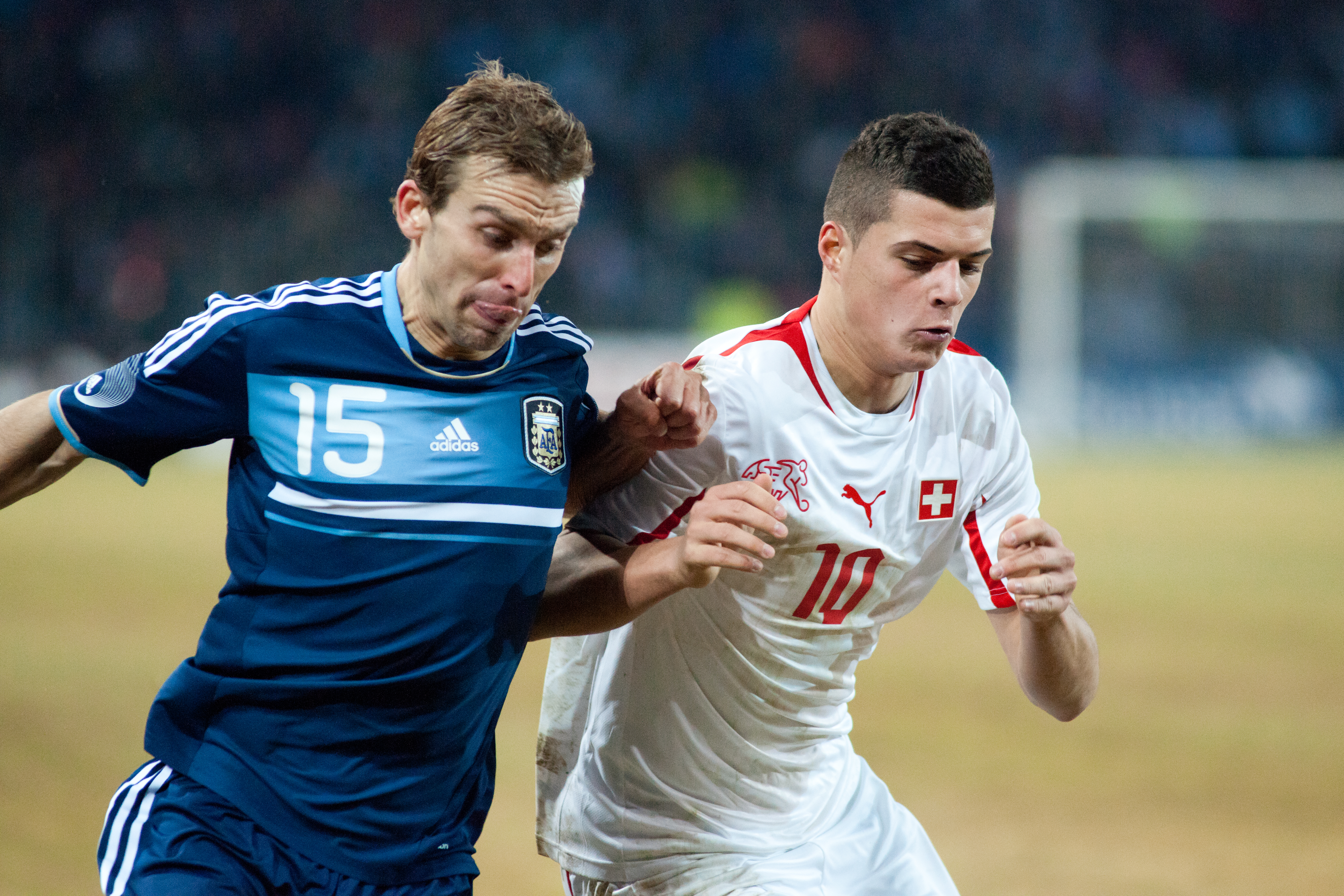
Campagnaro (a sinistra) con la maglia dell'Argentina nel 2012

Il 15 febbraio 2012, a 31 anni, riceve la prima convocazione nella Nazionale argentina in vista dell'amichevole contro la Svizzera del 29 febbraio successivo. Debutta con la maglia albiceleste in occasione di tale partita, disputando l'intera gara. Viene convocato dal tecnico Alejandro Sabella per il campionato del mondo 2014.

### Allenatore
Diventato allenatore dell’Under-17 del Pescara nell’estate del 2020, il 14 febbraio 2021 passa in prima squadra diventando collaboratore del nuovo allenatore Gianluca Grassadonia. A fine stagione, a seguito della retrocessione in Serie C degli abruzzesi, lascia definitivamente il club dopo sei anni.

## Statistiche

### Presenze e reti nei club
Statistiche aggiornate al 14 agosto 2020.
| Stagione               | Squadra                | Campionato             | Campionato | Campionato | Coppe nazionali | Coppe nazionali | Coppe nazionali | Coppe continentali | Coppe continentali | Coppe continentali | Altre coppe | Altre coppe | Altre coppe | Totale | Totale |
| Stagione               | Squadra                | Comp                   | Pres       | Reti       | Comp            | Pres            | Reti            | Comp               | Pres               | Reti               | Comp        | Pres        | Reti        | Pres   | Reti   |
| ---------------------- | ---------------------- | ---------------------- | ---------- | ---------- | --------------- | --------------- | --------------- | ------------------ | ------------------ | ------------------ | ----------- | ----------- | ----------- | ------ | ------ |
| 1998-1999              | Deportivo Morón        | 2ª Div.                | 2          | 0          | -               | -               | -               | -                  | -                  | -                  | -           | -           | -           | 2      | 0      |
| 1999-2000              | Deportivo Morón        | 2ª Div.                | 28         | 0          | -               | -               | -               | -                  | -                  | -                  | -           | -           | -           | 28     | 0      |
| 2000-2001              | Deportivo Morón        | 3ª Div.                | 31         | 1          | -               | -               | -               | -                  | -                  | -                  | -           | -           | -           | 31     | 1      |
| 2001-2002              | Deportivo Morón        | 3ª Div.                | 42         | 5          | -               | -               | -               | -                  | -                  | -                  | -           | -           | -           | 42     | 5      |
| Totale Deportivo Morón | Totale Deportivo Morón | Totale Deportivo Morón | 103        | 6          |                 |                 |                 |                    |                    |                    |             |             |             | 103    | 6      |
| 2002-2003              | Piacenza               | A                      | 12         | 2          | CI              | 4               | 0               | -                  | -                  | -                  | -           | -           | -           | 16     | 2      |
| 2003-2004              | Piacenza               | B                      | 22         | 2          | CI              | 1               | 0               | -                  | -                  | -                  | -           | -           | -           | 23     | 2      |
| 2004-2005              | Piacenza               | B                      | 34         | 3          | CI              | 3               | 1               | -                  | -                  | -                  | -           | -           | -           | 37     | 4      |
| 2005-2006              | Piacenza               | B                      | 31         | 2          | CI              | 3               | 0               | -                  | -                  | -                  | -           | -           | -           | 34     | 2      |
| 2006-2007              | Piacenza               | B                      | 28         | 1          | CI              | 0               | 0               | -                  | -                  | -                  | -           | -           | -           | 28     | 1      |
| Totale Piacenza        | Totale Piacenza        | Totale Piacenza        | 127        | 10         |                 | 11              | 1               |                    |                    |                    |             |             |             | 138    | 11     |
| 2007-2008              | Sampdoria              | A                      | 22         | 0          | CI              | 3               | 0               | Int+CU             | 2+3                | 0+1                | -           | -           | -           | 30     | 1      |
| 2008-2009              | Sampdoria              | A                      | 16         | 1          | CI              | 3               | 0               | CU                 | 4                  | 0                  | -           | -           | -           | 23     | 1      |
| Totale Sampdoria       | Totale Sampdoria       | Totale Sampdoria       | 38         | 1          |                 | 6               | 0               |                    | 9                  | 1                  |             |             |             | 53     | 2      |
| 2009-2010              | Napoli                 | A                      | 28         | 1          | CI              | 2               | 0               | -                  | -                  | -                  | -           | -           | -           | 30     | 1      |
| 2010-2011              | Napoli                 | A                      | 31         | 0          | CI              | 1               | 0               | UEL                | 7                  | 0                  | -           | -           | -           | 39     | 0      |
| 2011-2012              | Napoli                 | A                      | 31         | 2          | CI              | 4               | 0               | UCL                | 8                  | 0                  | -           | -           | -           | 43     | 2      |
| 2012-2013              | Napoli                 | A                      | 28         | 1          | CI              | 1               | 0               | UEL                | 1                  | 0                  | SI          | 1           | 0           | 31     | 1      |
| Totale Napoli          | Totale Napoli          | Totale Napoli          | 118        | 4          |                 | 8               | 0               |                    | 16                 | 0                  |             | 1           | 0           | 143    | 4      |
| 2013-2014              | Inter                  | A                      | 21         | 0          | CI              | 2               | 0               | -                  | -                  | -                  | -           | -           | -           | 23     | 0      |
| 2014-2015              | Inter                  | A                      | 10         | 0          | CI              | 0               | 0               | UEL                | 6                  | 0                  | -           | -           | -           | 16     | 0      |
| Totale Inter           | Totale Inter           | Totale Inter           | 31         | 0          |                 | 2               | 0               |                    | 6                  | 0                  |             | 0           | 0           | 39     | 0      |
| 2015-2016              | Pescara                | B                      | 13+4       | 0          | CI              | 0               | 0               | -                  | -                  | -                  | -           | -           | -           | 17     | 0      |
| 2016-2017              | Pescara                | A                      | 19         | 2          | CI              | 0               | 0               |                    | -                  | -                  |             | -           | -           | 19     | 2      |
| 2017-2018              | Pescara                | B                      | 7          | 0          | CI              | 1               | 0               |                    | -                  | -                  |             | -           | -           | 8      | 0      |
| 2018-2019              | Pescara                | B                      | 16         | 1          | CI              | 0               | 0               |                    | -                  | -                  |             | -           | -           | 16     | 1      |
| 2019-2020              | Pescara                | B                      | 8+2        | 1          | CI              | 0               | 0               |                    | -                  | -                  |             | -           | -           | 10     | 1      |
| Totale Pescara         | Totale Pescara         | Totale Pescara         | 63+6       | 4          | 0               | 1               | 0               | -                  | -                  | -                  | -           | -           | -           | 70     | 4      |
| Totale carriera        | Totale carriera        | Totale carriera        | 480+6      | 25         |                 | 28              | 1               |                    | 31                 | 1                  |             | 1           | 0           | 546    | 27     |

### Cronologia presenze e reti in nazionale
| Cronologia completa delle presenze e delle reti in nazionale ― Argentina | Cronologia completa delle presenze e delle reti in nazionale ― Argentina | Cronologia completa delle presenze e delle reti in nazionale ― Argentina | Cronologia completa delle presenze e delle reti in nazionale ― Argentina | Cronologia completa delle presenze e delle reti in nazionale ― Argentina | Cronologia completa delle presenze e delle reti in nazionale ― Argentina | Cronologia completa delle presenze e delle reti in nazionale ― Argentina | Cronologia completa delle presenze e delle reti in nazionale ― Argentina |
| Data                                                                     | Città                                                                    | In casa                                                                  | Risultato                                                                | Ospiti                                                                   | Competizione                                                             | Reti                                                                     | Note                                                                     |
| ------------------------------------------------------------------------ | ------------------------------------------------------------------------ | ------------------------------------------------------------------------ | ------------------------------------------------------------------------ | ------------------------------------------------------------------------ | ------------------------------------------------------------------------ | ------------------------------------------------------------------------ | ------------------------------------------------------------------------ |
| 29-2-2012                                                                | Berna                                                                    | Svizzera                                                                 | 1 – 3                                                                    | Argentina                                                                | Amichevole                                                               | -                                                                        |                                                                          |
| 9-6-2012                                                                 | East Rutherford                                                          | Argentina                                                                | 4 – 3                                                                    | Brasile                                                                  | Amichevole                                                               | -                                                                        | 88’                                                                      |
| 15-8-2012                                                                | Francoforte                                                              | Germania                                                                 | 1 – 3                                                                    | Argentina                                                                | Amichevole                                                               | -                                                                        | 65’                                                                      |
| 7-9-2012                                                                 | Córdoba                                                                  | Argentina                                                                | 3 – 1                                                                    | Paraguay                                                                 | Qual. Mondiali 2014                                                      | -                                                                        |                                                                          |
| 11-9-2012                                                                | Lima                                                                     | Perù                                                                     | 1 – 1                                                                    | Argentina                                                                | Qual. Mondiali 2014                                                      | -                                                                        | 89’                                                                      |
| 12-10-2012                                                               | Mendoza                                                                  | Argentina                                                                | 3 – 0                                                                    | Uruguay                                                                  | Qual. Mondiali 2014                                                      | -                                                                        | 66’                                                                      |
| 16-10-2012                                                               | Santiago del Cile                                                        | Cile                                                                     | 1 – 2                                                                    | Argentina                                                                | Qual. Mondiali 2014                                                      | -                                                                        |                                                                          |
| 6-2-2013                                                                 | Stoccolma                                                                | Svezia                                                                   | 2 – 3                                                                    | Argentina                                                                | Amichevole                                                               | -                                                                        |                                                                          |
| 26-3-2013                                                                | La Paz                                                                   | Bolivia                                                                  | 1 – 1                                                                    | Argentina                                                                | Qual. Mondiali 2014                                                      | -                                                                        |                                                                          |
| 15-6-2013                                                                | Città del Guatemala                                                      | Guatemala                                                                | 0 – 4                                                                    | Argentina                                                                | Amichevole                                                               | -                                                                        |                                                                          |
| 14-8-2013                                                                | Roma                                                                     | Italia                                                                   | 1 – 2                                                                    | Argentina                                                                | Amichevole                                                               | -                                                                        | 91’                                                                      |
| 10-9-2013                                                                | Asunción                                                                 | Paraguay                                                                 | 2 – 5                                                                    | Argentina                                                                | Qual. Mondiali 2014                                                      | -                                                                        |                                                                          |
| 15-10-2013                                                               | Montevideo                                                               | Uruguay                                                                  | 3 – 2                                                                    | Argentina                                                                | Qual. Mondiali 2014                                                      | -                                                                        |                                                                          |
| 5-6-2014                                                                 | Buenos Aires                                                             | Argentina                                                                | 3 – 0                                                                    | Trinidad e Tobago                                                        | Amichevole                                                               | -                                                                        |                                                                          |
| 7-6-2014                                                                 | La Plata                                                                 | Argentina                                                                | 2 – 0                                                                    | Slovenia                                                                 | Amichevole                                                               | -                                                                        |                                                                          |
| 15-6-2014                                                                | Rio de Janeiro                                                           | Argentina                                                                | 2 – 1                                                                    | Bosnia ed Erzegovina                                                     | Mondiali 2014 - 1º turno                                                 | -                                                                        | 46’                                                                      |
| 3-9-2014                                                                 | Düsseldorf                                                               | Germania                                                                 | 2 – 4                                                                    | Argentina                                                                | Amichevole                                                               | -                                                                        | 77’                                                                      |
| Totale                                                                   |                                                                          | Presenze                                                                 | 17                                                                       |                                                                          | Reti                                                                     | 0                                                                        |                                                                          |

## Palmarès

### Club
- Coppa Italia: 1

Napoli: 2011-2012